# Influencia del IBM PC

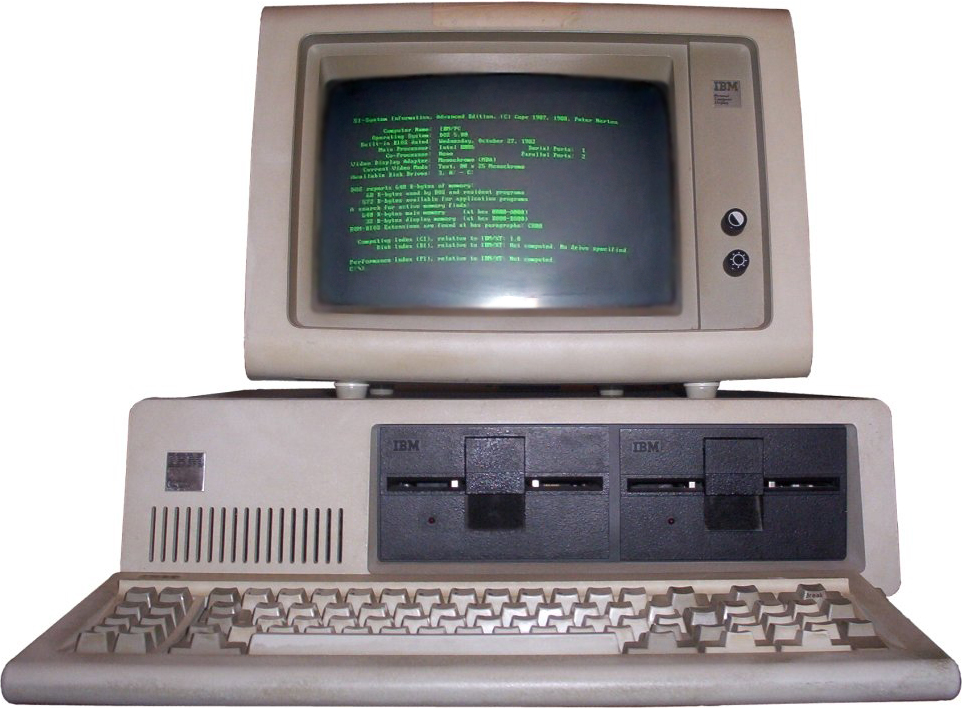
El IBM Personal Computer (modelo 5150)

Después de la introducción del IBM Personal Computer (IBM PC), muchas otras arquitecturas de computadores personales se extinguieron en solo algunos años.

## Antes de la introducción del IBM PC
Antes de que el IBM PC fuera introducido, el mercado del computador personal era dominado por sistemas usando los microprocesadores de 8 bits 6502 y Z80, tales como la serie del Apple II y la familia Atari de 8 bits de computadores. La mayoría de los computadores personales corrían sistemas operativos propietarios o una variante del sistema operativo CP/M.
Alrededor de 1978, estaban disponibles varios CPU de 16 bits. Los ejemplos incluyeron el Data General Mn601, el Fairchild 9440, el Ferranti F100-1, el General Instrument CP1600 y CP1610, el National Semiconductor INS8900, el Panafacom MN1610, el Texas Instruments TMS9900, y, más notablemente, el Intel 8086. Estos nuevos procesadores eran costosos para incorporar en los computadores personales, pues usaban un bus de datos de 16 bits y necesitaron chips de periféricos y de soporte de 16 bits, que eran raros y por lo tanto costosos.

### Computadores personales orientados al comercio anteriores al IBM PC
Más de 50 nuevos sistemas de computadores personales comerciales vinieron al mercado en el año antes de que IBM lanzara el IBM PC. Muy pocos de ellos usaron microprocesadores de 16 o 32 bits. Los vendedores creían que los sistemas de 8 bits eran perfectamente adecuados, y que el Intel 8086 era demasiado costoso para ser usado.
Algunos de los más importantes fabricantes que vendían sistemas de 8 bits durante este período fueron:
- Apple Computer Inc.
- Commodore International
- Cromemco
- Digital Equipment Corporation
- Hewlett-Packard
- Intersystems
- Morrow Designs
- North Star Computers
- Ohio Scientific
- Olivetti
- Processor Technology
- Sharp
- South West Technical Products Corporation
- Tandy Corporation
- Zenith/Heathkit.

## El IBM PC
El 12 de agosto de 1981, IBM lanzó el IBM Personal Computer (IBM PC). El IBM PC usó el, entonces nuevo, procesador Intel 8088. Como otros CPU de 16 bits, podía acceder hasta 1 megabyte de RAM, pero usaba un bus de datos de 8 bit de ancho para la memoria y los periféricos. Este diseño permitió el uso de la familia grande, fácilmente disponible, y relativamente barata, de chips de soporte de 8 bits. IBM decidió usar el Intel 8088 después de considerar al Motorola 68000 y el Intel 8086, porque estos eran demasiado poderosos para sus necesidades. La reputación de IBM en la computación de negocios, combinada con un rápido mercado de periféricos de terceros y de la introducción posterior de sistemas compatibles al IBM PC por parte de otros proveedores, permitió que la arquitectura del IBM PC tomara una substancial cuota del mercado de aplicaciones empresariales.
Muchas otras compañías de ese entonces también estaban haciendo "computadores personales de negocios" usando sus diseños propietarios, algunos todavía usando los microprocesadores de 8 bits. Los que usaron los procesadores Intel x86 con frecuencia usaban el sistema operativo MS-DOS o el CP/M-86, de la misma manera que los sistemas de 8 bits con un CPU compatible del Intel 8080 normalmente usaron el CP/M.

## El uso del MS-DOS en sistemas basados en x86 no compatibles con el IBM PC
En el principio, cuando el IBM PC todavía no dominaba el mercado, estos sistemas basados en el x86 no eran clones del diseño del IBM PC, sino que tenían diferentes diseños internos, como los sistemas de 8 bits basados en el CP/M que los precedieron. Incluso algunos años después de la introducción del IBM PC, los fabricantes tales como Digital, HP, Sanyo, Tandy, Texas Instruments, Tulip Computers, NEC, Wang Laboratories, y Xerox continuaron introduciendo computadores personales que eran apenas, en todo caso, compatibles en hardware con el IBM PC, aunque usaron procesadores x86 y corrían MS-DOS. Usaron el MS-DOS en la manera que Microsoft lo había previsto originalmente, de la misma manera que los sistemas de 8 bits usaban el CP/M, utilizando el mismo tipo de solución rutinaria del ROM BIOS para alcanzar la independencia del hardware como los sistemas compatibles con el 8080 (Z80), que también usaron rutinas dedicadas del BIOS para hacer su máquina compatible con el CP/M. Así que cada máquina tenía un BIOS diferente escrito específicamente para ella.
Pero para tener los mejores resultados del modesto desempeño del 8088, muchas populares aplicaciones de software (escritas específicamente para el IBM PC) optaron por escribir directamente a la memoria (de video) y a los chips periféricos del computador, saltándose el MS-DOS y el BIOS. Por ejemplo, para alterar la apariencia de la pantalla, un programa podía actualizar directamente la memoria de refrescamiento del video, en vez de usar llamadas al MS-DOS y a los drivers de dispositivo. Muchos notables paquetes de programas, tales como el programa de hoja de cálculo Lotus 1-2-3m el Microsoft Flight Simulator 1, accedían directamente al hardware del IBM PC, saltándose el BIOS, y por lo tanto no trabajaban en los computadores que eran incluso trivialmente diferentes del IBM PC. Esto era especialmente común en los juegos. Como resultado, los sistemas que no eran completamente compatibles con el IBM PC no podían correr este software, y llegaron a ser rápidamente obsoletos, y con ellos el concepto de una versión genérica del MS-DOS pensada para correr (con llamadas al BIOS) en hardware diferente del IBM PC. Uno de los primeras computadores en adaptar una estrategia de arquitectura 100 por ciento compatible, (y así usando un clon del BIOS del IBM PC) fue el Compaq portable, lanzado en noviembre de 1982. Poco después de que Phoenix Technologies lanzara su clon del BIOS del IBM PC que hizo posible imitar completamente el hardware del IBM PC con un BIOS equivalente, en vez de diseñar su propia arquitectura.
Aunque estuvo basado en el i8086 y permitió la creación de sistemas basados en el x86 de relativamente bajo costo, el Intel 80186 perdió rápidamente atractivo para fabricantes basados en el x86 porque era imposible utilizar los periféricos dentro del chip del Intel 80186 al crear un sistema de PC completamente compatible. Después de 1982 fue utilizado muy raramente en computadores personales.

## La dominación de los clones
En unos cuantos años desde la introducción de clones totalmente compatibles con el IBM PC, virtualmente todos los sistemas rivales de computadores personales para negocios, y los que usaban arquitecturas x86 alternativas, fueron desapareciendo del mercado. Los únicos sistemas no compatibles con el IBM PC que permanecieron fueron los que estaban clasificados como computadores caseros, tales como la serie del Apple II hechos por Apple Inc., o sistemas empresariales que ofrecieron características no disponibles en el IBM PC, tal como un alto nivel de la integración (ej, paquetes de contabilidad e inventario) o con características de multitarea y multiusuario.
IBM intentó capturar el mercado restante del computador casero con el IBM PCjr, que anunciaron en noviembre de 1983, pero no se despachó hasta marzo de 1984. El PCjr fue un fracaso. Los computadores caseros restantes, como el Commodore Amiga, Atari ST, y varios computadores MSX2 permanecieron en el mercado hasta que los sistemas compatibles del IBM PC ganaran suficientes capacidades multimedia para competir con los computadores caseros. Con el advenimiento de versiones baratas de la tarjeta de video VGA y la tarjeta de sonido Sound Blaster (y sus copias), la mayor parte de los computadores caseros restantes fueron sacados del mercado.
Antes de 1995, casi no se lanzaron ningunos sistemas nuevos orientados al consumidor que no fueran clones del IBM PC. El Apple Macintosh seguía siendo la única resistencia competitiva. El Macintosh usaba originalmente la familia de procesadores Motorola 68000, más tarde emigrando a la arquitectura del PowerPC. A través de los años 1990, Apple constantemente hacía una transición de la plataforma Macintosh, desde las interfaces de expansión propietaria al uso de estándares industriales tales como IDE, PCI y USB. En 2006, Apple hizo la transición del Macintosh a la arquitectura Intel x86. Los computadores Macintosh modernos son esencialmente IBM PC compatibles, capaces de arrancar Microsoft Windows y de correr la mayoría del software compatible del IBM PC, pero todavía retienen los elementos de diseño únicos que soportan al sistema operativo Mac OS X de Apple.

## Sistemas lanzados poco después del IBM PC
Poco después de que el IBM PC fue lanzado, apareció una división obvia entre los sistemas que optaron usar un procesador compatible x86, y los que eligieron otra arquitectura. Casi todos los sistemas x86 proporcionaron una versión del MS-DOS. Los otros usaron diferentes sistemas operativos, aunque los sistemas basados en el Z80 típicamente ofrecieron una versión del CP/M. El uso común del MS-DOS unificó los sistemas basados en x86, promoviendo el crecimiento del "ecosistema" x86/MS-DOS.
A medida que murieron las arquitecturas no x86, y los sistemas x86 se estandarizaron en clones completamente compatibles con el IBM PC, un mercado lleno con docenas de diferentes sistemas compitiendo, fue reducido a una casi monocultura de compatibles del IBM PC y del MS-DOS.

### Sistemas basados en el x86 (usando una forma genérica del MS-DOS)
Poco después del lanzamiento del IBM PC en 1981, todavía había docenas de sistemas que no eran compatibles con el IBM PC, pero que usaban los chips del Intel x86. Usaban los procesadores Intel 8088, 8086, o 80186, y casi sin excepción ofrecieron una versión genérica del MS-DOS (en comparación a la versión modificada para el uso de IBM). Sin embargo, generalmente no hicieron ningún intento de copiar la arquitectura del IBM PC, así que estas máquinas tenían diferentes direcciones de I/O, un diferente bus del sistema, diferentes controladores de video, y otras diferencias con el IBM PC original. Estas diferencias, que a veces eran algo menor, fueron usadas para mejorar sobre el diseño del IBM PC, pero como resultado de las diferencias, el software que manipulaba directamente el hardware no correría correctamente. En la mayoría de los casos, los sistemas basados en x86 que no usaron un diseño completamente compatible con el IBM PC no se vendieron suficientemente bien como para atraer el soporte de fabricantes de software, aunque algunos fabricantes de computadores hicieron arreglos para versiones compatibles de las aplicaciones populares que se desarrollarían y vendían específicamente para sus máquinas.
Poco tiempo después, a medida que las ventajas de la clonación llegaron a ser imposibles de ignorar, los clones completamente compatibles con el IBM PC aparecieron en el mercado. Pero antes de que algunos de los más notables sistemas eran compatibles con el x86, pero no clones verdaderos, y que usaban una forma genérica del MS-DOS más un BIOS dedicado. Algunos de estos computadores fueron:
- ACT Apricot de ACT
- Seequa Chameleon
- HP-150 de Hewlett-Packard
- MBC-550 de Sanyo
- Mindset graphics computer basado en el 80186
- Morrow Pivot[12] de Morrow Designs
- MZ-5500 de Sharp
- Decision Mate V[13] de NCR Corporation
- The NorthStar Advantage
- El sistema PC-9800 de NEC, el Rainbow 100 de DEC
- TRS-80 Model 2000 de Tandy/Radio Shack
- TI Professional[14] de Texas Instruments
- Tulip System-1 de Tulip
- y el Victor 9000 de Sirius Systems Technology.

### Sistemas no basados en el x86 (no usando MS-DOS)
No todos los fabricantes cambiaron inmediatamente a la familia de microprocesadores Intel x86 y al MS-DOS. Algunas docenas de compañías ignoraron completamente la existencia de la arquitectura del IBM PC y fueron por sus propios caminos.
Algunos de estos sistemas usaron un microprocesador de 32 bits, el más popular siendo el Motorola 68000. Otros se mantuvieron usando los microprocesadores de 8 bits. Muchos de estos sistemas fueron eventualmente forzados fuera del mercado por el impacto de los clones del IBM PC, aunque sus arquitecturas con frecuencia tuvieran capacidades superiores, especialmente las capacidades multimedios. El IBM PC de esa era a menudo tenían solamente una exhibición CGA, y ningún otro sonido del sistema además del pitido del altavoz interno del sistema.
Tres sistemas de esta era, mientras que ahora extintos, tenían prósperas herencias:
- El Apple Lisa de Apple Inc. fue el precursor del Apple Macintosh, inspirando el diseño del Macintosh. El Macintosh original usó un chip Motorola 68000 como el de Lisa, y tenía un diseño suficientemente similar que algunos sistemas Lisa fueron convertidos para la venta como computadores "Macintosh XL".
- El Acorn Archimedes de Acorn Computers, posteriormente nombrado el Risc PC, usaba un microprocesador diseñado a la medida: el ARM. La arquitectura del ARM continúa siendo popular, apareciendo en casi todos los teléfonos móviles y en muchos dispositivos de mano como reproductores MP4 y Tableta PC, así como pequeños sistemas basados en Unix. Los descendientes del Risc PC incluyen el A9Home, el Iyonix PC y el RiscStation R7500.[16]
- Las familias de sistemas UNIX Sun-1[17] y Sun-2 de Sun Microsystems introdujeron el sistema operativo SunOS UNIX, corriendo en chips Motorola 680x0. Los sistemas UNIX de gran escala usan la familia de procesadores SPARC desarrollada por Sun, pero corren un descendiente del SunOS llamado Solaris.

Otros sistemas notables incluyeron:
- Apple IIGS, una versión de 16 bits de la serie del Apple II, con capacidades extendidas de multimedio.
- Commodore Amiga
- Seie Amstrad PCW
- Atari ST
- C-10 de Cromemco
- Compustar II VPU Model 20 de Intertec[18]
- Corvus Concept de Corvus Systems
- Kaypro 10
- Micro 16s de Fujitsu[19]
- Micro Decision de Morrow Designs[20]
- MTU-130 de Micro Technology Unlimited[21]
- PC-8801 system de NEC[22]
- Xerox 820 de Xerox
- QX-10 de Epson
- RoadRunner de MicroOffice[23]
- TRS-80 modelo 16, 16e y 6000 de Tandy Corporation.